# Gold Coast Knights F.C.
Gold Coast Knights F.C. – australijski klub piłkarski z miasta Brisbane w stanie Queensland. W sezonie 2022/2023 występuje w rozgrywkach NPL Queensland. Został założony w 1979 roku.

## Stadion i władze klubu[1]
Stadion: Croatian Sports Center
Pojemność stadionu: 2000
Główny trener: Scott McDonald

## Skład na sezon 2022/23[3]
| Nr | Poz. | Piłkarz           |
| -- | ---- | ----------------- |
| 1  | BR   | Harvey Rivers     |
| 11 | NA   | Kristian Brymora  |
| 16 | PO   | Mitch Nichols     |
|    | BR   | Milan Egic        |
|    | OB   | Matthew Schmidt   |
|    | OB   | Eoghan Murphy     |
|    | PO   | Justin Mckay      |
|    | PO   | Max Brown         |
|    | PO   | Daniel Morton     |
|    | PO   | Pasquale De Vita  |
|    | NA   | Daniel Dragicevic |
|    | NA   | Dauntae Mariner   |

| Nr | Poz. | Piłkarz          |
| -- | ---- | ---------------- |
|    | NA   | Matthew Saunders |
|    | NA   | Jarrod Kyle      |
|    | NA   | Teddy Watson     |
|    | NA   | Nicholas Panetta |
|    | NA   | Shannon Brady    |
|    | NA   | Mirza Muratovic  |
|    | NA   | Andrew Barisic   |